# Loupin Stanes

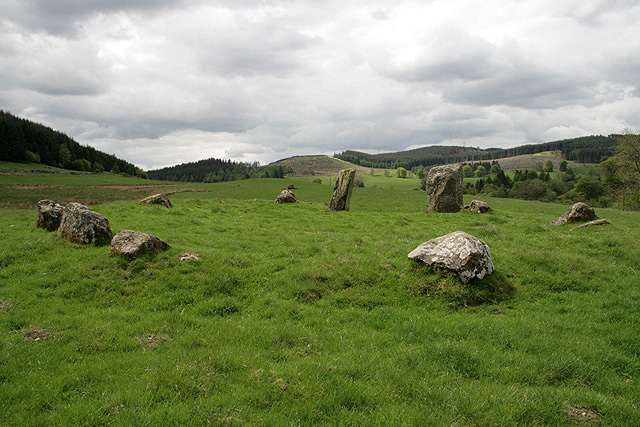
Die Loupin Stanes

Die Loupin Stanes (auch „Loupin Stanes NW“ genannt) sind ein Steinkreis etwa 250 m vom Hartmanor Hotel in Eskdalemuir bei Lockerbie, nahe dem River White Esk im Osten von Dumfries and Galloway in Schottland (Lage). Eine in Resten erhaltene Steinreihe führt von den Loupin Stanes zu den etwa 450 m entfernten Girdle Stanes.
Der etwa 11,0 auf 12,0 m messende, leicht ovale Kreis besteht aus zwölf Steinen (davon sechs in situ) auf einer künstlichen Plattform. Zehn von ihnen sind klein. Auf der Südwestseite stehen zwei 1,6 m hohe Steine, die typisch für Kreise im Südwesten Schottlands sind.
Der Kreis hat seinen Namen (aus der Sprache Scots, entsprechend englisch leaping stones) von der Tradition, zwischen den beiden hohen Steinen zu springen.

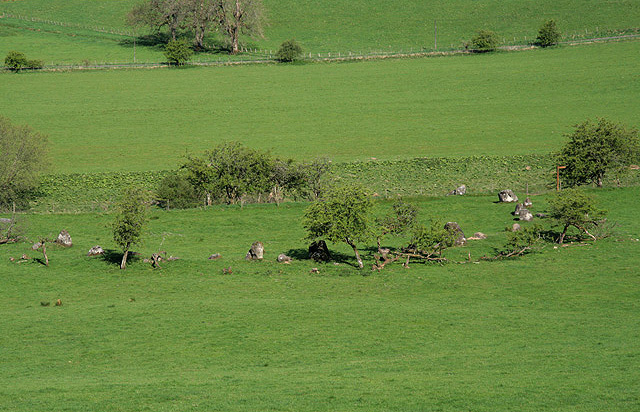
The Girdle Stanes

## Girdle Stanes
Der westliche Teil des Kreises der Girdle Stanes wurde vom River White Esk fortgeschwemmt, so dass nur 25 von ursprünglich 40 bis 45 Steinen in Form einer Mondsichel erhalten sind (Lage). Anders als die Mehrheit der Steinkreise in Dumfriesshire war dieser Kreis nicht oval, sondern rund und hatte vollständig einen Durchmesser von etwa 39,0 m.
Seine Form verbindet ihn mit den Cumbrian Kreisen im Süden, insbesondere mit dem Swinside-Kreis im Südwesten des Lake Districts. Wie bei Swinside ist der höchste Steine im Norden des Kreises positioniert, und es gibt einen Zugang im Südosten.